# باسیلیکای سنت ایشتوان
باسیلیکای سِنت ایشتوان کلیسای کاتولیک واقع در بوداپست، مجارستان است که عملیات ساخت‌وساز آن در سال ۱۹۰۵ به پایان رسید. میکلوش ایبل ساخت باسیلیکا را با طراحی یوزف هیلد ادامه به انجام رساند.

## معماری
طراحی و ساخت باسیلیکای سنت ایشتوان به سبک نئوکلاسیک توسط یوژف هیلد انجام گرفت ولی در سال ۱۸۵۸ فروریخت و کامل تخریب شد. پس از درگذشت هیلد در سال ۱۸۶۷، این پروژه به میکلوش ایبل سپرده شد، که طرح اولیه هیلد را به سبک نئو رنسانس تغییر داد. ساخت و ساز در سال ۱۸۵۱ آغاز و به مدت پنجاه و چهار سال ادامه یافت؛ و در ۱۹۰۵ توسط یوژف کائوزر تکمیل شد. سنگ بنای کلیسا در حضور فرانتس یوزف گذاشته‌شد.

## نگارخانه

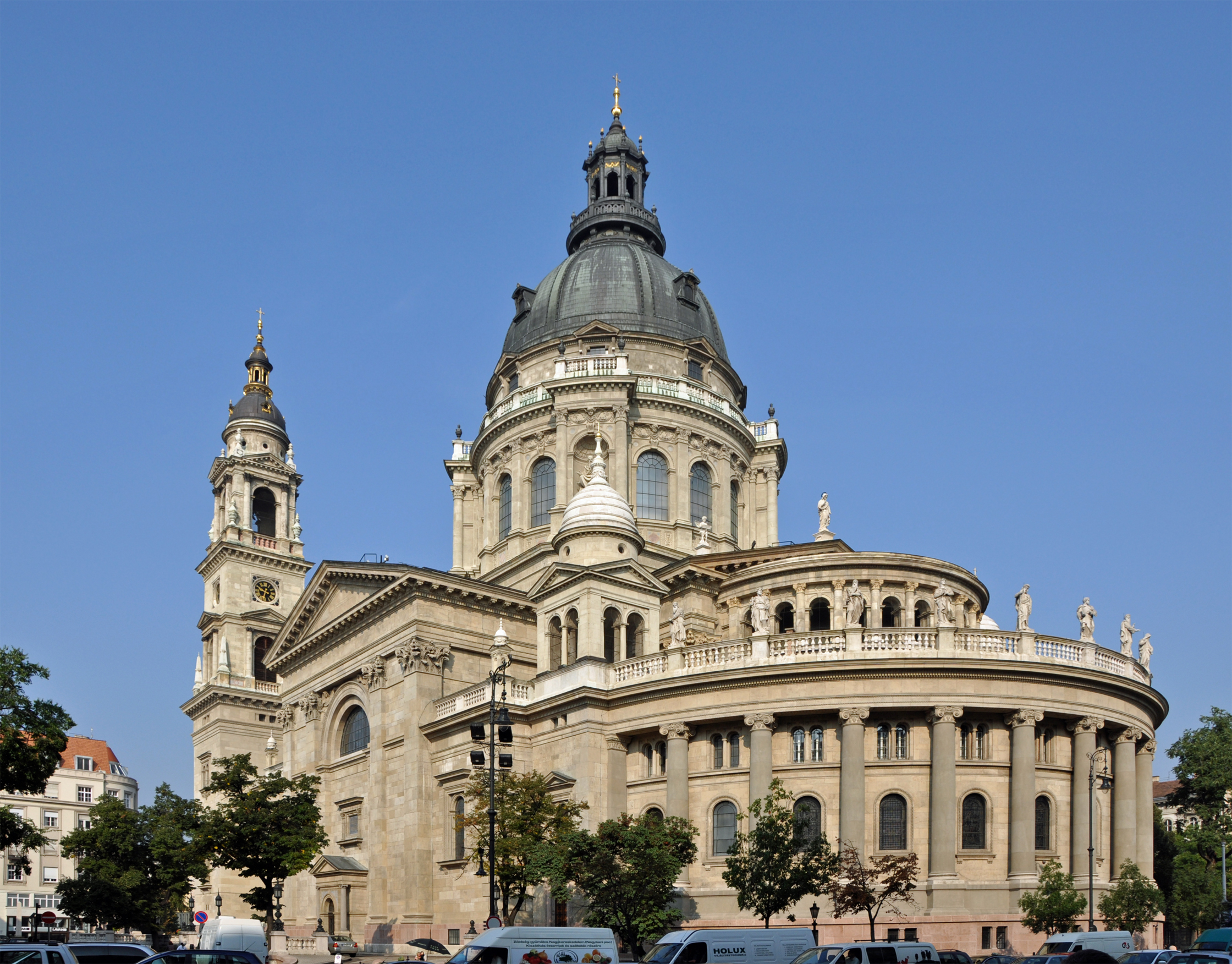
پشت کلیسا
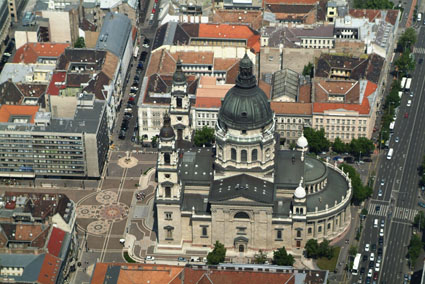
عکس هوایی
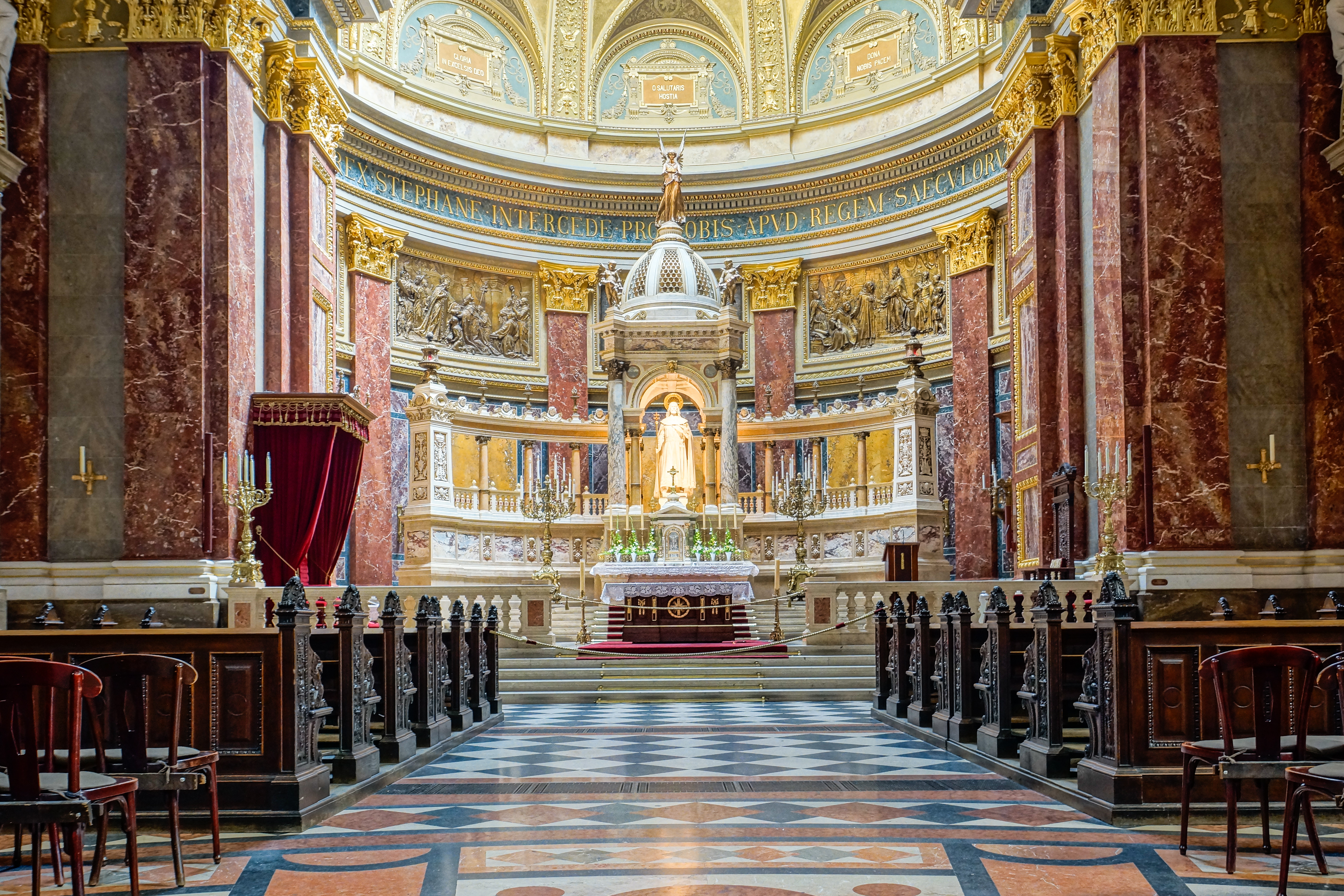
محراب
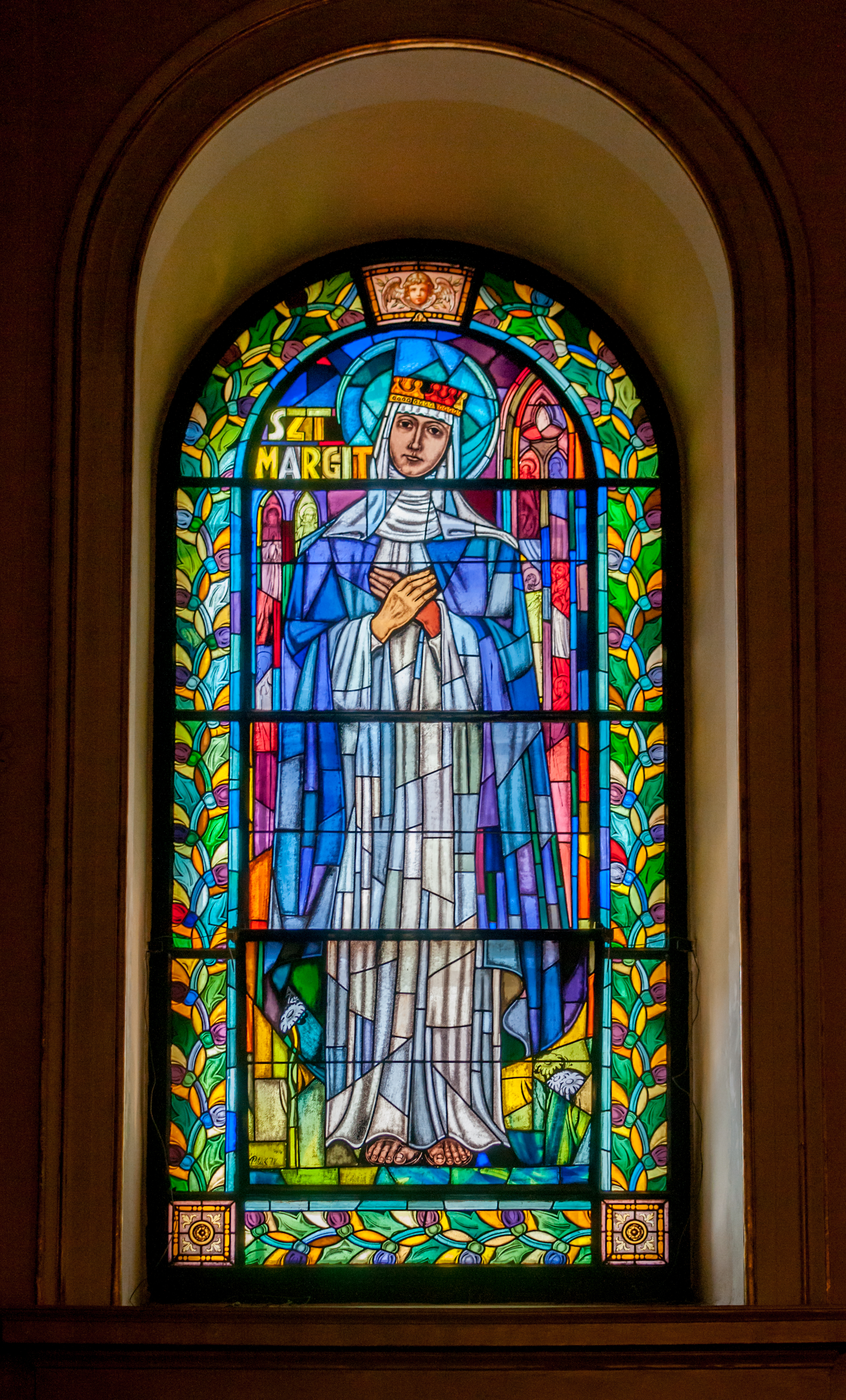
ویترای
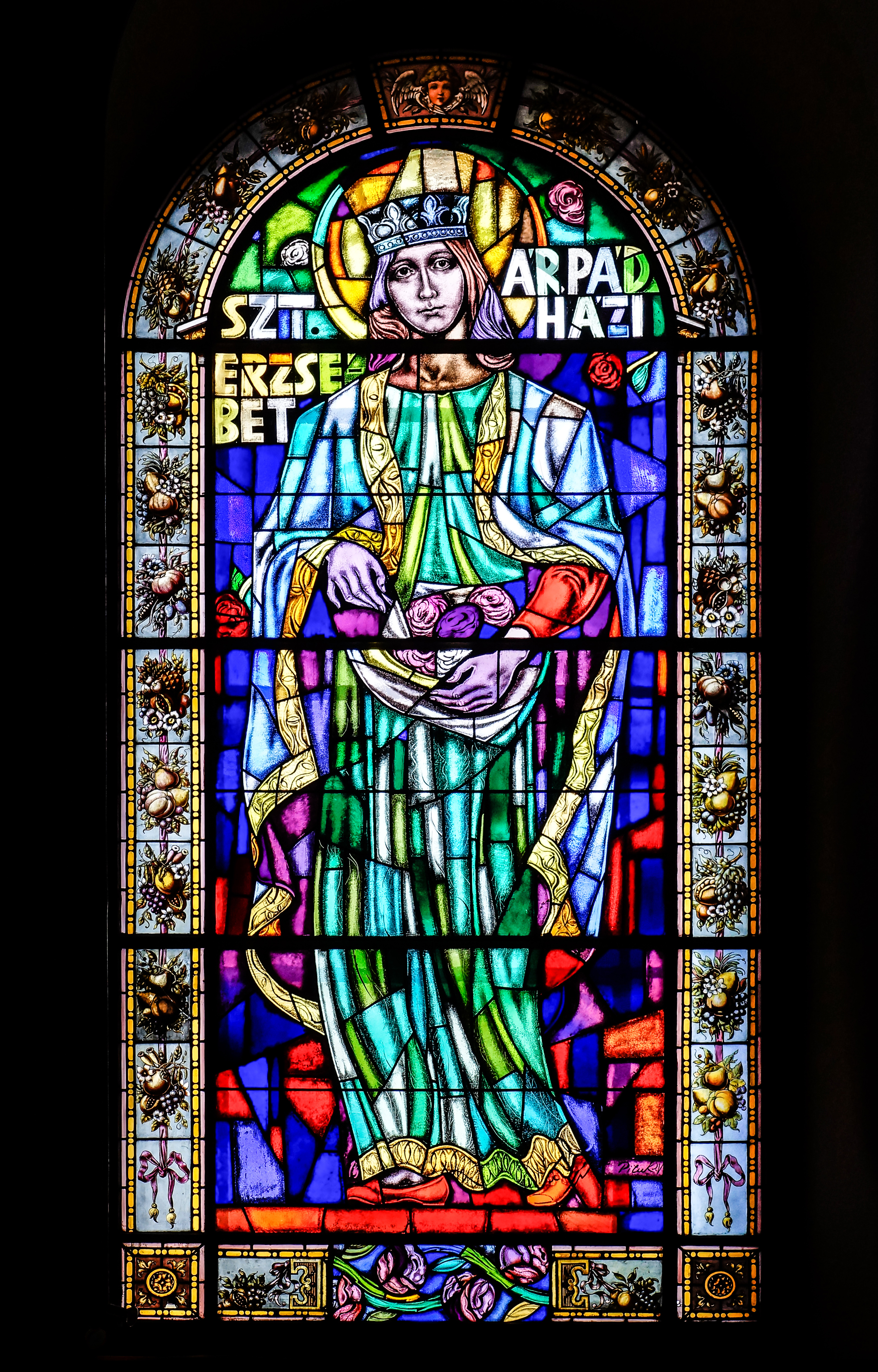
ویترای
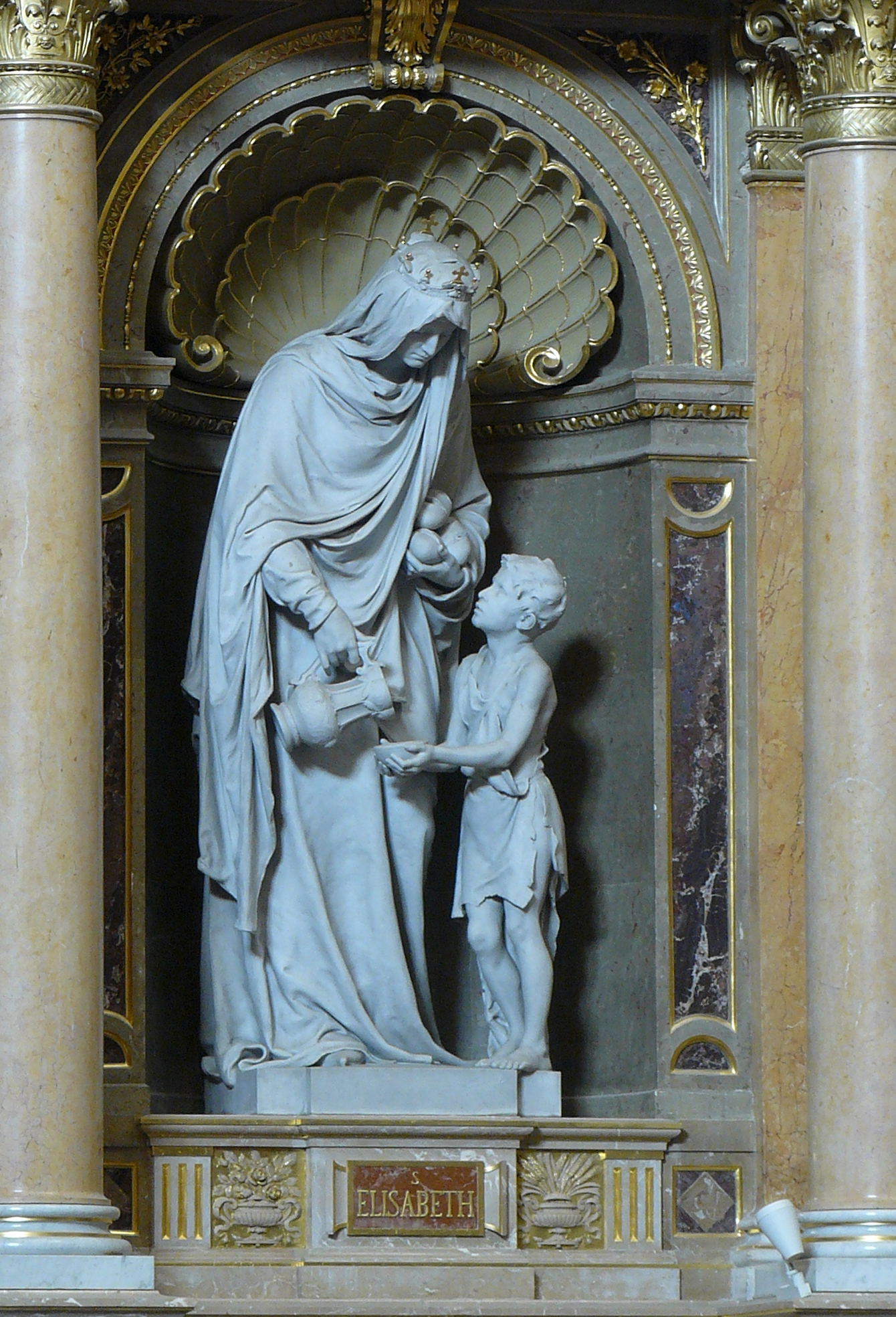
مجسمه الیزابت مجارستان
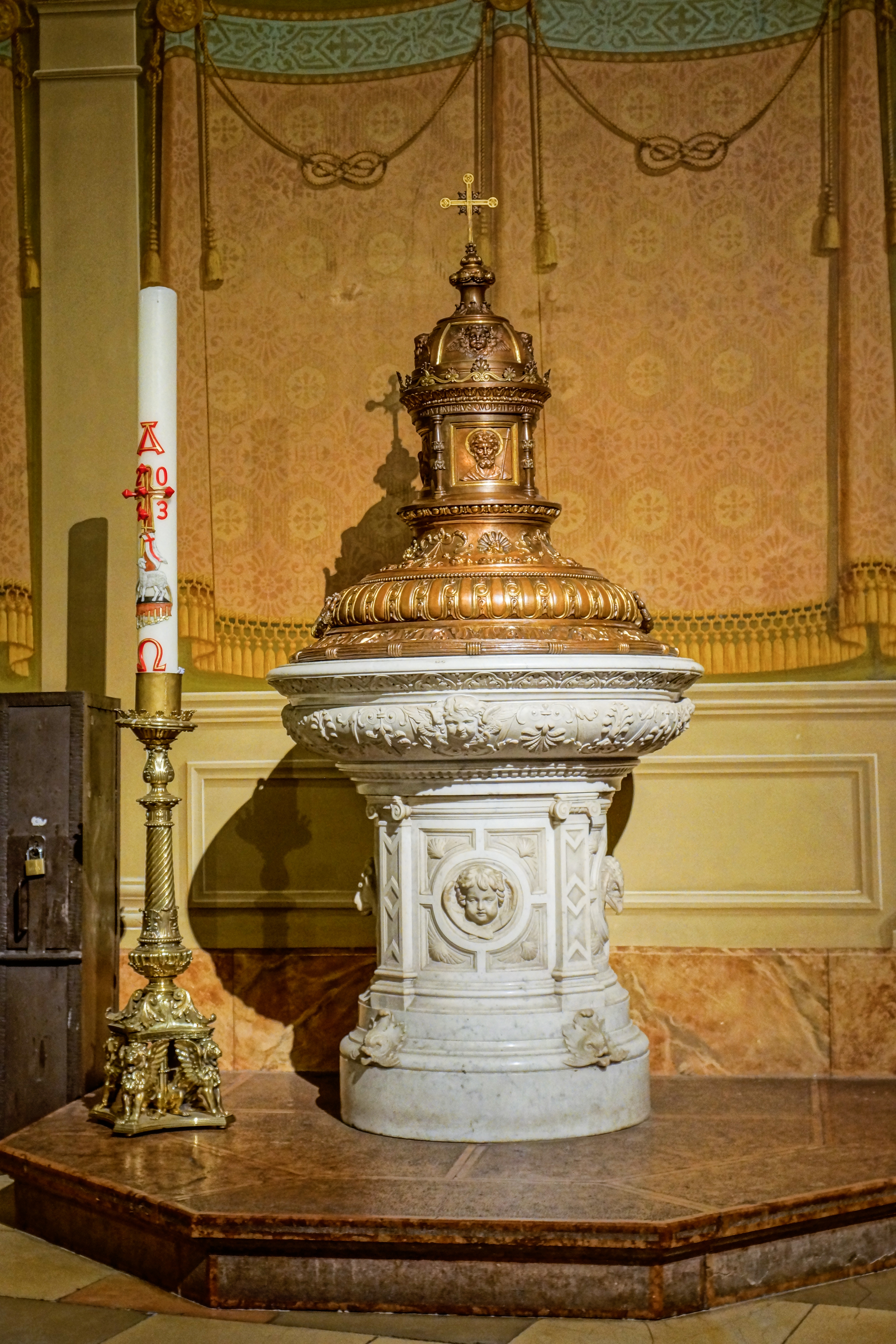
حوضچه تعمید
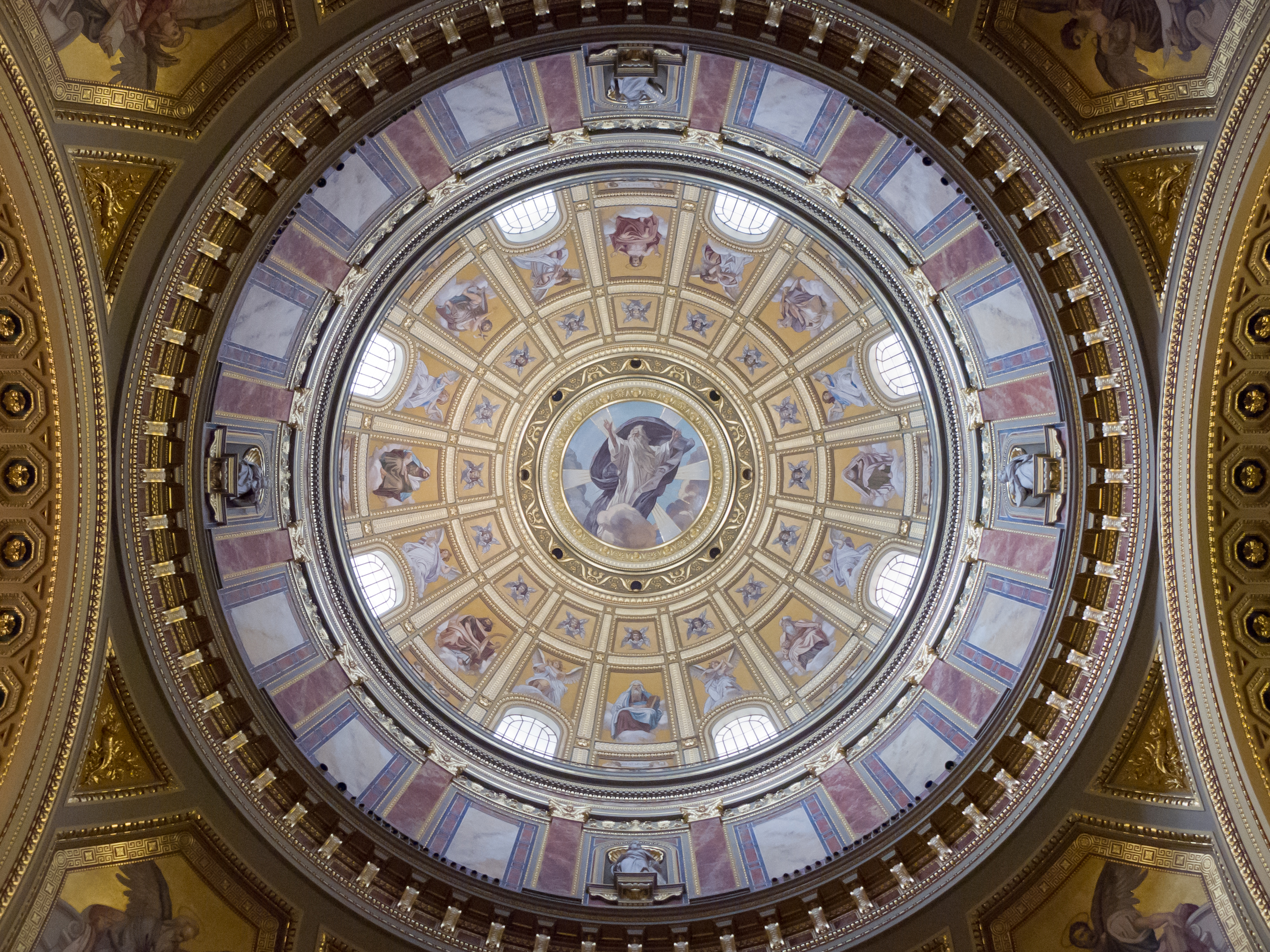
نمای گنبد از داخل
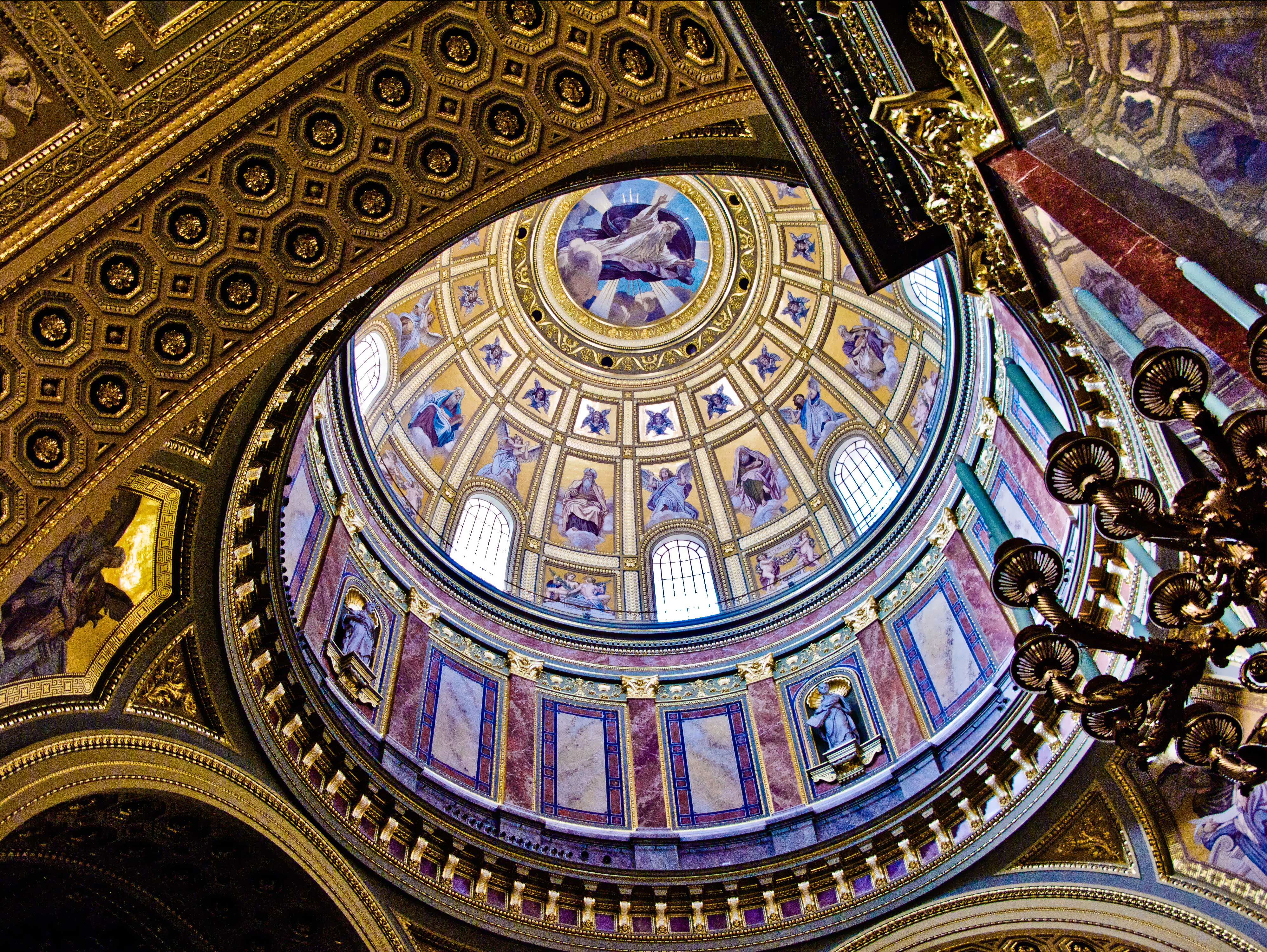
گنبد
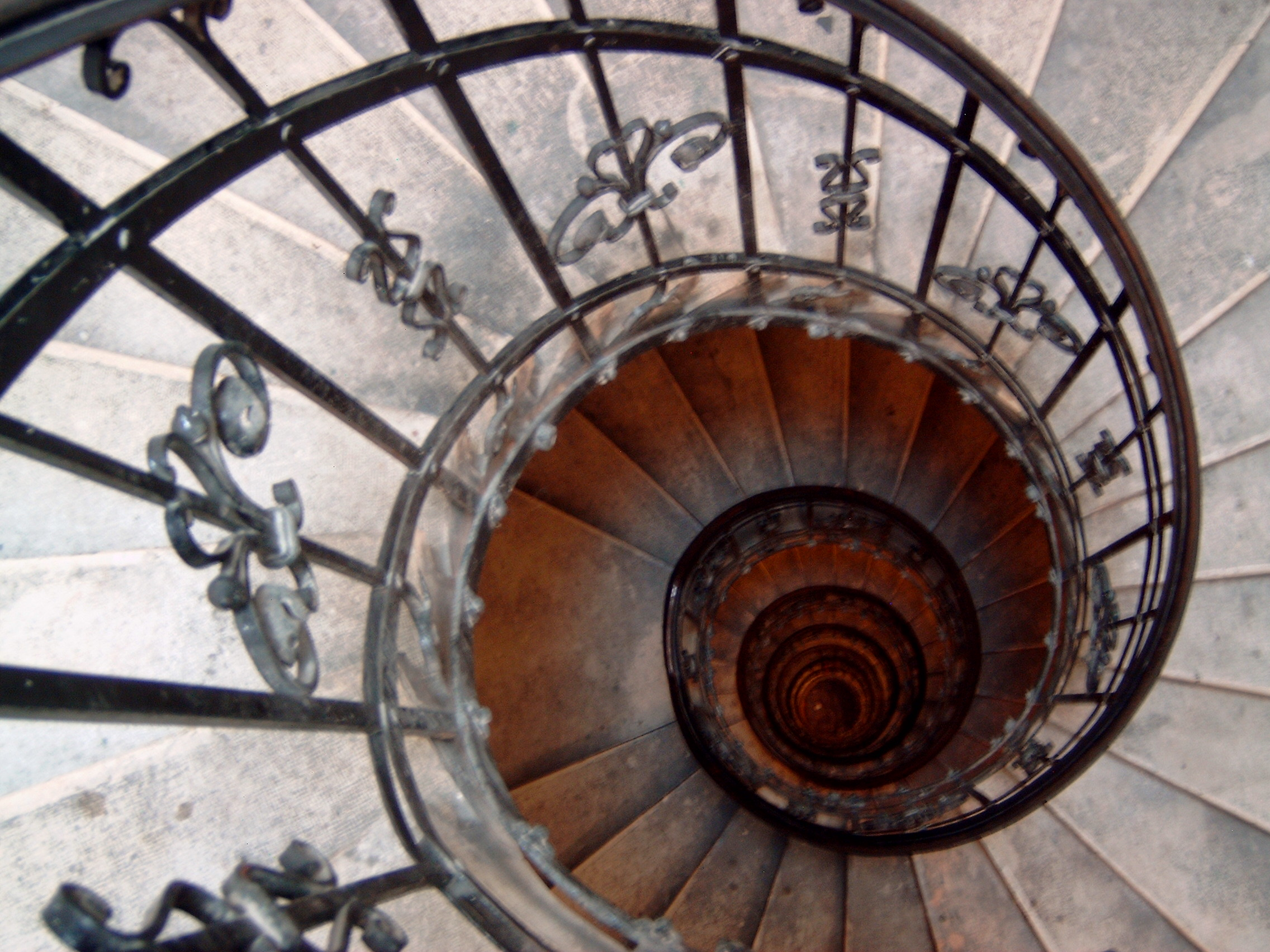
نمای راه‌پله از بالا